# Tautiška giesmė
"Tautiška giesmė" ("Nationaal hymne", ook bekend onder de openingszin "Litouwen, mijn vaderland") is het volkslied van Litouwen sinds 1919. Het lied werd geschreven in 1898 door Vincas Kudirka.

## Tautiška giesmė
Lietuva, Tėvyne mūsų,
Tu didvyrių žeme,
Iš praeities Tavo sūnūs
Te stiprybę semia.
Tegul Tavo vaikai eina
Vien takais dorybės,
Tegul dirba Tavo naudai
Ir žmonių gėrybei.
Tegul saulė Lietuvoj
Tamsumas prašalina,
Ir šviesa, ir tiesa
Mūs žingsnius telydi.
Tegul meilė Lietuvos
Dega mūsų širdyse,
Vardan tos Lietuvos
Vienybė težydi!

## Vertaling
Litouwen, ons Vaderland,
jij bent het land van helden.
Laat je zonen kracht putten
uit je verleden.
Mogen je kinderen alleen het pad
der rechtvaardigheid bewandelen.
Laat ze werken voor jouw heil
en voor het welzijn van iedereen.
Moge de Litouwse zon
de schaduwen laten verdwijnen
en moge licht en waarheid
onze schreden begeleiden.
Moge de liefde voor Litouwen
in onze harten branden
en voor het Litouwens belang
laat eenheid bloeien!